# Ладижинський район (Тульчинська округа)
Лади́жинський райо́н — колишній район Української СРР у 1923–1931 роках із центром у містечку Ладижині (нині місто у Вінницькій області). Входив спочатку до Гайсинської (у 1923–1931 роках), потім до Тульчинської (у 1925–1930 роках), а потім недовго до Уманської (у 1930 році) округ, а у 1930–1931 роках перебував у центральному підпорядкуванні.

## Історія
Утворений 7 березня 1923 з частин Ладижинської, Ободівської і Соболівської волостей з центром у Ладижині у складі Гайсинської округи Подільської губернії Української СРР.
19 листопада 1924 року:
- приєднані села Бубнівка і Дмитрівка розформованого Зятковецького району;
- приєднані села Базалічівка, Харпачка, Степашки і Маньківка Гайсинського району.
- село Глубочок передане до складу Соболівського району.

3 червня 1925 року Гайсинська округа розформована, район перейшов до Тульчинської округи.
1 липня 1930 року Тульчинська округа розформована, район перейшов до Уманської округи.
15 вересня 1930 після скасування округ район було підпорядковано безпосередньо центральному уряду Української СРР.
Ліквідований 3 лютого 1931 року з віднесенням:
- сільрад: Білоусівської, Ладижинської, Лукашівської, Маньківської, Уляницької, Паланської, Скибінецької, Четвертинівської та Ладижинської селищної ради — до складу Тростянецького району;
- сільрад: Базаличівської, Бубнівськоі, Губникської, Дмитренківської, Ладижино-Хуторянської, Степашківської та Харпацької — до складу Гайсинського району.